# Любиша Савич
Любиша Савич (серб. Љубиша Савић; 11 серпня 1958, Бієліна, Югославія — 7 червня 2000, Бієліна, Боснія і Герцеговина) — югославський сербський військовий та суспільний діяч, учасник війни в Боснії і Герцеговині, командир сербської легкопіхотної бригади «Пантери». Військовий псевдонім — «майор Маузер».

## Біографія

### Ранні роки
Народився 11 серпня 1958 року в сім'ї Джорджі та Анки Савичів. Виховувався у патріархальній сім'ї разом зі старшим братом. Закінчив професійне технічне училище в Бієліні, після чого закінчив Вищу школу соціальних працівників у 1982 році. Вступив на педагогічний факультет університету, працював у Соціальному центрі в Бієліні, обіймав посаду секретаря Асоціації глухих і людей, що слабо чують Бієліни. Савич обіймав посаду директора муніципального фонду соціального та дитячого захисту.

### Особисте життя
У 1981 році Любиша одружився зі своєю однокурсницею, у шлюбі у них народилося два сини (дружина і сини проживають і донині в Бієлін). Савич був вірним сім'янином, сприяв відкритій, дружній та здоровій атмосфері в сім'ї. Захоплювався рибалкою, настільним тенісом та баскетболом. Вільний час проводив також у своїй майстерні, де займався виготовленням виробів із дерева та металу. Савич також любив читати художню літературу, у його будинку було багато книжок вітчизняної та іноземної літератури. Захоплювався рок-музикою 1970-х років, грав у шахи, був членом шахового клубу «Пантери». У Комуністичній партії Любиша Савич не був і являвся аполітичною людиною аж до самої зустрічі з Йованом Рашковичем. Пізніше Савич зайнявся суспільно-політичною діяльністю: входив до складу членом Сербського фонду солідарності та Співдружності сербів у Боснії та Герцеговині, зробив внесок у створення Сербської демократичної партії у Боснії та Герцеговині, а також брав участь у виборах у скупщину громади Бієліна.

### Військова кар'єра
Савич став засновником Сербської національної гвардії в Бієлін, яка пізніше переросла в 1-у легку бієлінську піхотну бригаду, а в народі носила ім'я «Пантери». Любиша командував гвардією під час боїв Боснійської війни. Його великий запас знань, здатність швидко і холоднокровно виконувати свої обов'язки в критичних ситуаціях і світогляд (людина, на його думку, була основою всього світу) дозволили йому стати одним із найвідоміших командирів та офіцерів Армії Республіки Сербської. Свою улюблену зброю він вважав пістолет типу Mauser, на честь якого отримав своє прізвисько. Його стараннями в частині з'явився бронетанковий залізний батальйон, у складі якого були танки Т-55, бронетранспортери БТР-60ПБ і імпровізована бронетехніка, а також ще п'ять літаків (у тому числі розвідувальний UTVA 75).
У роки Боснійської війни Маузер неодноразово рятував сербські села від пограбування та знищення силами АРБіГ. Так, відомий випадок, коли «пантери» врятували від загибелі село Смолуча, яке намагалися спалити босняки. На початку літа 1995 року місто Лукавац, поблизу якого розташовувалося село, контролювалося боснійцями, які звідти робили вилазки, нападаючи на цивільних — останні тікали до Смолучі. Коли кількість людей у селі досягла 7 тисяч, 18 червня 1995 року 2-й корпус АРБіГ під командуванням хорвата Желько Кнеза та сили мусульманського ополчення разом із хорватами зімкнули кільце оточення. Кілька місяців бійці сербських підрозділів та чоловіки із села утримували оборону, відбиваючи атаки боснійців за рахунок лише легкої стрілецької та мисливської зброї. Однак їжа та боєприпаси закінчувалися, а доставка медикаментів була перекрита обложеними. Боснійці постійними мінометними та артилерійськими обстрілами тероризували місцеве населення, встигнувши навіть захопити частину села. Проте 27 серпня війська Бранко Пантелича та Любиши Савича прибули до села на своїх бронеавтомобілях. Боснійців вдалося витіснити завдяки ракетному обстрілу, а 31 серпня 1-а та 2-га Озренські бригади прорвали кільце оточення і розгромили вщент корпус. Серби з полегшенням залишили село (станом на 2012 рік воно пустує, у ньому працює лише наркологічна клініка та заселено лише два-три будинки).

Як соціальний працівник і гуманіст Савич не побоявся вирушити на війну в той момент, коли сербам загрожувала небезпека. У повоєнні роки Любиша часто надавав психологічну та матеріальну допомогу потерпілим у роки війни бійцям та сім'ям загиблих солдатів. Відомо його наступне висловлювання:
Коли ми повернемо на Батьківщину все те, що відібрали у нас у роки війни незаслужено, тоді ми зможемо сказати, що маємо державу.

### Воєнні злочини
Воєнізована бригада Любиши Савича, відома як «Пантери», «гвардія Маузера» або «люди Войкана», спочатку входила в сербську добровольчу гвардію Аркана, але пізніше стала спеціальним підрозділом армії боснійських сербів. Воєнізована група Маузера, за словами багатьох свідків, була відповідальною за більшу частину «етнічних чисток» у районі Бієліни. Більше того, Маузер представився Х'юман Райтс Вотч як командир сумнозвісного табору для ув'язнених «Баткові» на північ від Бієліни. Проте діяльність Маузера не обмежувалася районом Бієліни. Є кілька повідомлень про участь Маузера і в районі Брчка, де у травні 1992 року було проведено жорстоку кампанію «етнічних чисток» та масових страт. Після війни Любіш був командиром табору для ув'язнених «Батькові» на північ від Бієліни.
Після війни Любиша Савич заснував Демократичну партію (Demokratska Stranka), яка мала свою основну базу підтримки в Біеліні в результаті статусу «місцевого героя» Савича. Демократична партія була задумана як альтернатива Сербській демократичній партії (Српська Демофарба Сторінка, СДС) та Сербській радикальній партії (Српська Радикальна Странка, УРП). Багато джерел стверджують, що Маузер налаштований різко проти Радована Караджича, Ратко Младіча та їхніх прихильників у СДС та УРП, хоча він і допомагав їм проводити їхню політику. Стверджується, що Савич відчуває розчарування від того, що ті, хто стверджував, що бореться за ідеал «Великої Сербії», тим часом збити величезні багатства за рахунок простих громадян. Його опозиція прихильникам жорсткої лінії в Пале принесла йому високу посаду в органах влади Республіки Сербської: за колишнього прем'єр-міністра Мілорада Додіка Любиша Савича було призначено начальником Єдиної поліції Республіки Сербської, на посаду, безпосередньо підпорядковану міністру внутрішніх справ Станковичу.
Під час свого перебування на посаді начальника патрульної поліції Савич доклав всебічних зусиль щодо позбавлення Республіки Сербської від організованої злочинності, якою, як вважається, значною мірою керують люди, віддані Радовану Караджичу. Однак ці зусилля не були оцінені тими, хто був залучений до організованої злочинності. Три замахи на Маузера, як вважають, були спробами злочинців зупинити його розслідування. Під час останньої спроби, що сталася 9 липня 1998 року, двоє чоловіків намагалися підкласти бомбу під службовий автомобіль Савича. Проте бомба спрацювала раніше, і двоє чоловіків загинули внаслідок вибуху.
14 вересня 1998 року Любиша Савич був дискваліфікований і знятий зі своєї посади тодішнім комісаром МФБТ Ричардом Монком у зв'язку з вбивством Срдана Кневича. Кневіча, заступника начальника Центру громадської безпеки Српсько Сараєва, було вбито в Палі 7 серпня 1998 року. Для розслідування вбивства було створено групу, що складається з високопоставлених поліцейських чинів, керівником якої було призначено Саві. 9 та 10 серпня група заарештувала чотирнадцять підозрюваних у причетності до вбивства. Усіх чоловіків, крім одного, були жорстоко побиті Савичем та іншими під час арешту. Під час подальшого розслідування чоловіків незаконно утримували у будівлі в Палі, де їх іноді приковували наручниками до радіаторів чи меблів. Розслідування, проведене Бюро ООН з прав людини, поклало на Савича особисту відповідальність за катування: Під час допитів пан Савич особисто, а також інші поліцейські під його командуванням, жорстоко катували, як фізично, так і психічно, вісім із чотирнадцяти затриманих. Методи тортур включали використання високовольтного «електрошокера» на язиці та інших частинах тіла; розхитування зубів плоскогубцями; виривання волосся із грудей; та інші тривалі та жорстокі фізичні знущання. Деякі затримані отримували погрози, що вони та їхні сім'ї будуть убиті. Під тиском тортур та жорстокого поводження деякі із затриманих дали свідчення або зробили інкримінуючі заяви. Співробітники поліції катували і перепитували кількох із чотирнадцяти затриманих чоловіків багато разів, поки вони не підписали підготовлені для них свідчення.
Після отримання свідчень сім з чотирнадцяти підозрюваних були переведені до в'язниці в Кулі, а сім інших були перевезені на фабрику «Фамос», де їх незаконно утримували протягом трьох днів. Протягом цього періоду чоловіки знову були прикуті наручниками до меблів та радіаторів, і з ними погано поводилися Савич та інші співробітники поліції. Після того, як тодішній комісар ПІФТФ Монк дискваліфікував Любишу Савича з поліцейської служби за керівництво та безпосередню участь у тортурах та жорстокому поводженні з незаконно затриманими особами, міністр Станкові наказав зняти Савича з посади. 1 березня 2000 року державний прокурор подав кримінальне звинувачення до основного суду в Соколаці проти Савича та ще восьми осіб, причетних до цієї справи. Савич звинувачувався у незаконному затриманні, здирстві свідчень, жорстокому поводженні та незаконному обшуку.
Питання в тому, як міжнародне співтовариство в Боснії та Герцеговині, зокрема IPTF97, погодилося з тим, щоб людина, яка, ймовірно, несе відповідальність за жорстоку кампанію «етнічної чистки» і імовірно був начальником табору для ув'язнених, була призначена на таку високу посаду в поліції, створеній відповідно до Дейтонських угод. Ім'я «майор Маузер» вселяє страх багатьом боснійцям із північно-східної Боснії, і історії про його діяльність численні. Слід визнати, що IPTF прибула до Боснії та Герцеговини тільки після закінчення війни, і в її складі не обов'язково є співробітники, які мають глибокі знання про Боснію воєнного часу. Більше того, IPTF ще не завершила процес реструктуризації та перевірки поліцейських сил у Республіці Сербській та не затвердила офіційно призначення Саві. Проте очікується, що IPTF уважно стежитиме за призначеннями високопоставлених поліцейських чиновників, ретельно перевірятиме їхню біографію і рішуче заперечуватиме проти їхнього призначення, якщо є серйозні, достовірні звинувачення у зловживаннях у військовий чи післявоєнний час, скоєних ними чи під їх командуванням.
Коментар співробітника міжнародної організації, яка працює в районі Бієліни, який знав про минуле Савича, може пролити світло на це питання. На питання про те, як могло статися, що Савич, людина з відомим військовим минулим, був призначений на таку високу посаду, співробітник відповів: «Ви маєте усвідомлювати різні інтереси міжнародної спільноти. Вони хочуть вбити клин між Пале і прихильниками Плавшич, і Савич служить цій меті. Він підтримує уряд і є… найантипалестинським та антибелградським з усіх. Я не думаю, що міжнародне співтовариство зверне увагу на його позицію».
Хоча ігнорування звинувачень у звірствах воєнного часу може мати сприятливий ефект у короткостроковій перспективі, не можна очікувати, що ті, хто імовірно несе відповідальність за звірства, зможуть або захочуть виконувати Дейтонську мирну угоду та поважати міжнародно визнані права людини та стандарти демократичної поведінки. У довгостроковій перспективі продовжується участь осіб, відповідальних за військові злочини або інші серйозні зловживання, підриває мирний процес і серйозно перешкоджає зусиллям щодо заохочення повернення переміщених осіб до районів, де вони тепер становитимуть меншість.

### Після війни в Боснії
Після війни він заснував свою Демократичну партію в Бієлін 1996, розвитком якої займався самостійно. До партії входили переважно інтелігенти Бієліни, старі знайомі друзі Савича. Напередодні перших повоєнних виборів Савич перебував у Народній скупщині Республіки Сербської, а 1998 року очолив Управління поліцією Республіки. Незважаючи на своє небажання займатися політикою та обіймати високі посади, він з честю виконував свої обов'язки, щоб завоювати довіру свого покоління та своїх співвітчизників. Загрози з боку кримінальних авторитетів, а також боснійських та хорватських радикалів не зупиняли Любишу, який казав: «Я буду щасливий лише тоді, коли буду радий тією країною, де ми живемо. І зовсім не потрібно вираховувати, коли це буде». У промовах Савич неодноразово говорив про турботу про нове покоління жителів Республіки Сербської.
Провідник «Пантер» вважав кримінальних діячів такими ж особистими ворогами, як солдатів і офіцерів з того боку фронту, що залишалося поза увагою злочинного підпілля. У липні 1998 року був замінований і підірваний автомобіль Любіш Савича, причому загинули двоє його друзів — теж колишніх офіцерів Армії Республіки Сербської. У серпні того ж року було вбито поліцейського С. Кнежевича, у вбивстві якого Савич звинуватив лідера прихильників М. Країшника. Деякі підозрювані у справі Кнежевича швидко звільнили представники ООН і, у свою чергу, звинуватили Савича у застосуванні до них тортур. У результаті, вже 14 вересня 1998 року Верховний представник з Боснії та Герцеговини оголосив про зняття Савича з посади із забороною обіймати посади в МВС Боснії та Герцеговини.
7 червня 2000 року Любиша Савич був убитий у Бієліні: коли він зупинив свій джип, щоб підвезти вагітну городянку, невідомі розстріляли Савича з автомата. Незважаючи на те, що вбивцю вдалося затримати та засудити до 20 років в'язниці, засуджений не видав ім'я замовника.

### Вшанування пам'яті
- В Бієліні поставлений пам'ятник Савичу прихильниками Республіки Сербської.
- Нині прізвисько Савича «Маузер» носить його син Александр.
- Любиші Савичу присвячена пісня «Пантери Маузер» сербського автора-виконавця Родолюба Вуловича. Він також згаданий у пісні «Пантери». Також Родолюб посвятив йому окрему пісню «Песня о Маузере».